# تاکویا واکاسوگی
تاکویا واکاسوگی (انگلیسی: Takuya Wakasugi؛ زادهٔ ۲۴ نوامبر ۱۹۹۳) بازیکن فوتبال اهل ژاپن است.